# Энтони, Майкл (боксёр)
Майкл Энтони (англ. Michael Anthony, настоящее имя  — Майкл Пэррис (англ. Michael Parris), род. 4 октября 1957, Джорджтаун, Британская Гвиана) — гайанский боксёр, бронзовый призёр Олимпийских игр 1980 года в легчайшем весе, обладатель первой и к настоящему времени единственной олимпийской награды в истории своей страны.
На Олимпийских играх 1980 года в Москве после побед над нигерийцем Нурени Гбадамоси, сирийцем Файерзом Захлулом и мексиканцем Даниэлем Сарагосой в полуфинале уступил будущему олимпийскому чемпиону в категории до 54 кг кубинцу Хуану Эрнандесу.
В ноябре 1982 года начал выступать на профессиональном ринге. В 1983 году впервые завоевал титул чемпиона Гайаны, которым затем владел до 1995 года (с перерывом в 1984—1985 гг., с 1988 года — чемпион в полулёгком весе). Дважды боролся за пояс чемпиона Британского Содружества (в 1989 и 1995 годах), но оба раза потерпел неудачу. Завершил карьеру в 1995 году.